# Hesso Bádenský
Hesso Bádenský (1268 – 13. února 1297) byl synem Rudolfa I. Bádenského a jeho manželky Kunhuty z Ebersteinu po otcově smrti v roce 1288 se stal markrabětem Bádenska společně se svými bratry Rudolfem II., Heřmanem VII. a Rudolfem III.
Třikrát se oženil:
1. Klára, dcera hraběte Waltera III. z Klingenu. Měl s ní syna:

- Heřman VIII. Bádenský

1. Irmengarda, dcera hraběte Ulricha I. Württemberského a Anežky Lehnické.
2. Adéla, dcera hraběte Gerharda IV. z Rienecku. Měl s ní syna:

- Rudolf Hesso